# 오시마 지청 (홋카이도)
오시마 지청(일본어: 渡島支庁)은 예전에 존재한 일본 홋카이도에 있는 지청의 하나이며 지청명은 오시마국에서 유래한다. 지청 소재지는 하코다테시이다. 2010년 4월 1일, 오시마 종합진흥국으로 개편되었다.

## 역사
- 1897년 11월 2일 - 하코다테 지청, 가메다 지청, 마쓰마에 지청이 설치되었다.
- 1899년 10월 1일 - 하코다테 지청이 폐지되었다. 또, 가메다 지청이 하코다테에 옮겨져 하코다테 지청으로 개칭했다.
- 1903년 12월 22일 - 마쓰마에 지청이 하코다테 지청에 합병되었다.
- 1922년 8월 3일 - 하코다테 지청에서 오시마 지청으로 개칭했다.
- 2004년 12월 1일 - 하코다테 시가 도이 정·에산 정·도도홋케 촌·미나미카야베 정의 4정촌을 편입 합병했다.
- 2006년 2월 1일 - 가미소 정과 오노 정이 합병해 호쿠토시가 되었다.
- 2010년 4월 1일 - 오시마 지청을 폐지하고 오시마 종합진흥국을 설치했다.

## 인접한 지청

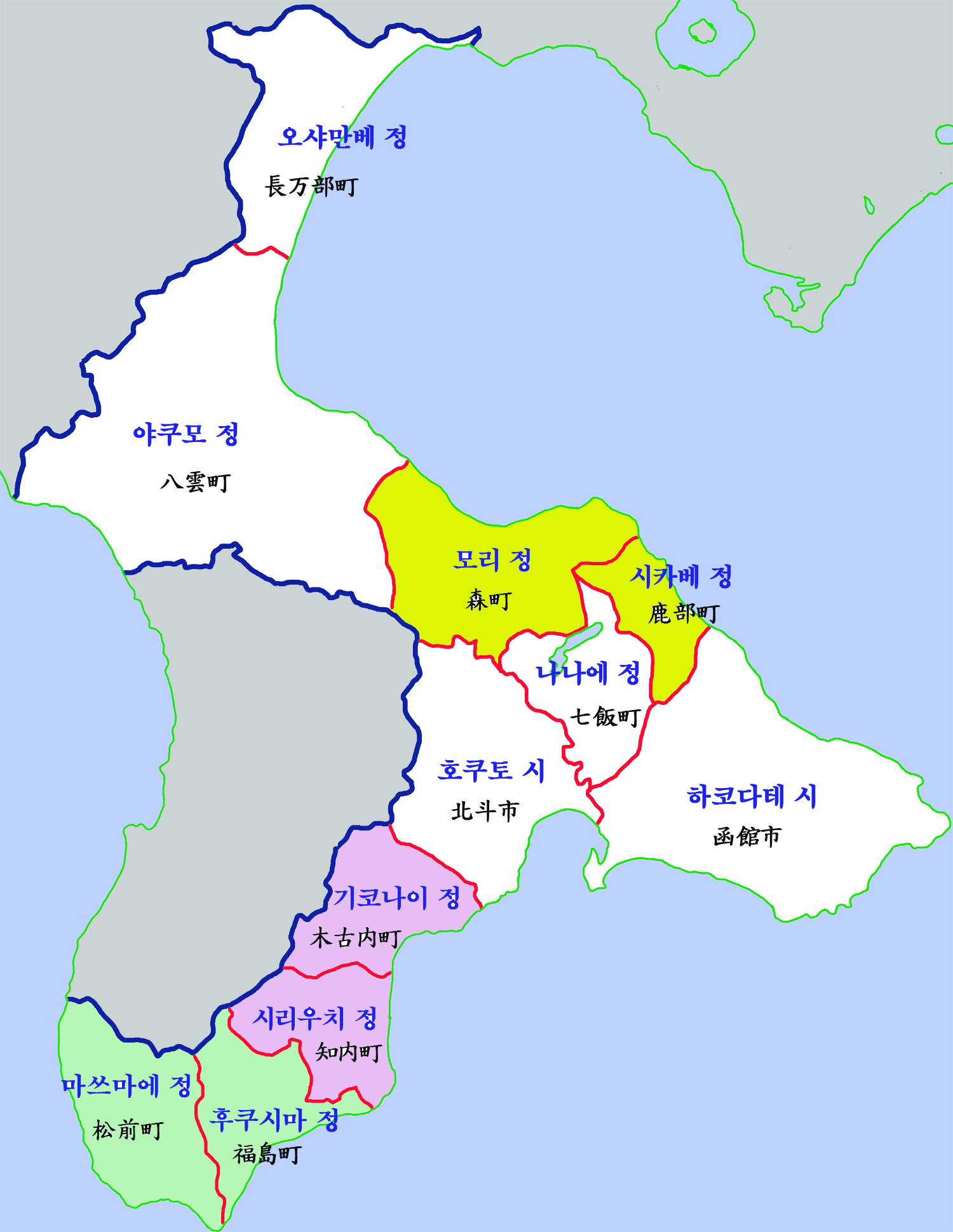
오시마 종합진흥국 행정구역

- 히야마 지청
- 시리베시 지청
- 이부리 지청

## 속한 자치체
- 가메다 군
  - 나나에정
- 가미이소 군
  - 기코나이정
  - 시리우치정
- 가야베 군
  - 모리정
  - 시카베정
- 마쓰마에 군
  - 마쓰마에정
  - 후쿠시마정
- 야마코시 군
  - 오샤만베정
- 하코다테시
- 호쿠토시
- 후타미 군
  - 야쿠모정